# 胡寅
胡 寅（こ いん、1098年 - 1156年）は、中国南宋初期の儒学者。字は明仲。致堂先生と称される。著名な儒学者の胡安国の従兄の胡淳の子。

## 経歴
建寧府崇安県の出身。胡安国の養子となるが、幼いときから強情・かつ慧敏であり、養父が書物1000巻とともに空き部屋に閉じこめておくと、数年ですべて暗誦し大いに学問が進んでいた。辟雍中に学び、宣和年間（1119年-1125年）に進士となる。靖康元年（1126年）に御史中丞の推薦で秘書省校書郎となる。楊時（亀山）が祭酒となったときに師事している。
司門員外郎となるが、金の侵略をうけて一時官職を棄て、高宗が南京にいたったときに枢密使であった張浚の推薦で駕部郎官となり、ついで起居郎とされた。金国が南方へ侵略したさいの胡寅の上書は、『宋史』本伝にくわしく記載されており、宰相の呂頤浩はその剛直さを嫌ったという。そこで龍図閣直学士、江州太平観の主管、永州知州へと左遷された。紹興4年（1134年）に中央にもどり、起居郎、中書舎人、礼部侍郎・侍講・直学士院を歴任する。その頃は秦檜が実権をふるっていたため、徽猷閣直学士・提挙江州太平観となったのち、にわかに退職し衡州に帰る。秦檜が胡寅を憎むこと甚だしく、果州団練副使として新州へと追放され、秦檜の没後に官職を回復した。
59歳で没し、文忠と諡された。

## 学問・著作
- 『読史管見』30巻
- 『崇正辯』3巻：仏教の説を反駁するために書かれた。
- 『斐然集』：詩文集。『四庫全書』珍本初集に収められる。
- 『論語詳説』